# Suchý vrch (Velká Fatra)
Suchý vrch (1550 m n. m.) je hora ve Velké Fatře na Slovensku. Nachází se v hlavním hřebeni mezi Ostredokem (1592 m) na jihozápadě a Ploskou (1532 m) na severovýchodě. Ostredok je oddělen dvojicí bezejmenných sedel s mezilehlou výšinou, ze které vybíhá severozápadním směrem poměrně dlouhá rozsocha (vrchol Biela skala (1385 m) a další). Směrem k Ploské se na hřebeni nachází několik menších vyvýšenin, například Chyžky (1340 m). Severozápadní svahy hory spadají do doliny Revúcky mlyn, východní svahy do Zelené doliny. Celá oblast je chráněna v rámci Národní přírodní rezervace Suchý vrch (rozloha 71,0 ha, vyhlášena 1988). Ze skalnatého vrcholu jsou dobré výhledy.

## Přístup
- po červené  značce z vrcholu Ostredok nebo z rozcestí Koniarky (trasa prochází těsně pod vrcholem)